# 인테르메초 (오페라)
《인테르메조》 Op.72 (Intermezzo) (또는 간주곡)는 리하르트 슈트라우스가 작곡한 오페라이다. 총 2막으로 구성되어 있다. 1924년 11월 4일 독일 드레스덴에 있는 젬퍼 오퍼 극장에서 초연되었으며 1927년 1월 오스트리아 빈에서 첫 공연이 열렸다.

## 개요

### 작곡 배경
1916년에 슈트라우스는 전작인 그림자 없는 여인을 작곡하고 있었으며 동시에 낙소스의 아리아드네의 서주 부분을 새로운 관현악 편성으로 다시 수정하는 장업을 하고 있었다. 그러던 와중에 어느 날 하나의 아이디어가 섬광처럼 그의 머리를 때렸다.
그는 1903년에 자신과 아내 파울리네 사이에 있었던 한 부부 싸움을 떠올렸다. 비슷한 이름 때문에 잘못 전달된 편지 한통으로 인해 부부 사이에 맞이한 큰 위기였는데, 그때를 다시 떠올려 보니 그것은 하나의 지나간 희극에 불과했다. 슈트라우스는 그 사건을 상기하여 그것을 소재로 대본을 써 내려갔다. 슈트라우스는 자신의 첫 번째 오페라였던 군트람 이후로 늘 대본가와 함께 일했지, 바그너처럼 자신이 대본을 직접 만들지는 않았다. 하지만 이 작품은 자신과 아내 사이의 이야기인 만큼 스스로 팬을 들어서 대본을 써 내려갔다. 그 과정에 생기는 기술적인 문제들은 헤르만 바르와 상의하여 많은 조언을 얻었으며. 바르에 의한 수정과 첨삭 부분도 일부 있는 것으로 여겨진다. 대본을 거의 완성한 슈트라우스는 1923년 여름에 남미로 휴가 여행을 떠났는데.그 여행 중에 '인테르메초'의 악보를 완성했다.
다음 해인 1924년에 초연을 올렸는데, 장소는 드레스덴 젬퍼 오퍼 극장이었다. 저명한 지휘자 프리츠 부슈가 지휘봉을 잡은 초연에는 많은 일화들이 있었다. 초연 때 주인공인 지휘자 로베르트 슈토르히 역을 맡은 바리톤 요제프 코레크는 얼굴에 슈트라우스의 모습을 그린 가면을 쓰고 나와서 연기를 했다. 그런가 하면 그의 부인 크리스티네 역을 맡은 소프라노 로테 레만은 가르미슈에 있는 슈트라우스의 집을 방문하여 파울리네의 생활 방식과 태도를 관찰해가서 무대에서 재현했다.
초연의 반응은 성공이었다. 이렇게 가정사를 소재로 한 독특한 작품은 처음에는 참으로 특이하고 위험한 오페라라고 생각되었지만, 이 작품이 희극이듯이 관객들은 대부분 즐거워했고 슈트라우스는 많은 박수를 받았다. 슈트라우스는 3번째 교향곡인 교향곡 3번 '가정'이 자신의 가족의 모습을 엄숙하게 담아내었고, 교향시인 영웅의 생애가 자신을 마치 영웅인 듯이 포장하여, 종종 과장되고 오만하다는 비난도 받았다. 그러나 인데르메초는 자신과 아내의 결점을 그대로 드러내고 있으며 거부감 없는 사건 전개와 솔직한 인물 묘사로 관객들에게 호응을 받아 왔다. 그러니 어쩌면 이 '인테르메초'야말로 슈트라우스가 자신의 삶을 진솔하게 묘사한 진정한 자화상일 것이다.

### 특징
오페라 '인테르메초'는 하나의 가정 드라마처럼 펼쳐지기 때문에 음악적으로도 실내악적인 분위기로 가득 차 있다. 2관 편성에 다만 가정의 분위기를 강조하기 위해 피아노, 하프, 하모니움 등의 악기가 가세한 것이 특징인 정도다. 성악적으로도 어렵거나 화려한 아리아나 복잡한 화성은 별로 없다. 멋진 아리아와 유명한 중창이 하나도 없어서 외면하기 쉬운 작품이 이것이지만, 이것은 이것 나름대로의 재미가 있다. 즉 인테르메초를 감상할 때는 간주곡다운 방법을 터득해야 하는 것이다.
하지만 공연이 성공하기 위해서는 극 중의 유명한 지휘자 부부인 슈토르히 부부의 역할을 맡은 성악가에게 TV 드라마 수준의 캐릭터 설정이 요구된다. 거의 희극배우 정도 수준의 연기력이 필요하고 또한 슈트라우스 부부에 대한 연구가 필수적일 것이다.

## 등장인물
| 배역                                               | 성악 부분  | 초연, 1924년 11월 4일 (프리츠 부슈 지휘) |
| -------------------------------------------------- | ---------- | ---------------------------------------- |
| 크리스티네 슈토르히 로베르트의 아내                | 소프라노   |                                          |
| 로베르트 슈토로히 크리스티네의 남편, 유명한 지휘자 | 바리톤     |                                          |
| 루머 남작 젊은 남작                                | 테너       |                                          |
| 변호사                                             | 바리톤     |                                          |
| 변호사의 아내                                      | 소프라노   |                                          |
| 악장 슈트로 로베르트의 카드놀이 친구               | 테너       |                                          |
| 상공업 고문관 로베르트의 카드놀이 친구             | 바리톤     |                                          |
| 법률 고문관 로베르트의 카드놀이 친구               | 바리톤     |                                          |
| 궁정 가수 로베르트의 카드놀이 친구                 | 베이스     |                                          |
| 프란츨 슈토르히 부부의 8살 난 아들                 | 대사(臺詞) |                                          |
| 레지 젊은 아가씨                                   | 소프라노   |                                          |
| 파니 슈토르히 집안의 친모                          | 대사       |                                          |
| 마리 슈토르히 집안의 하녀                          | 대사       |                                          |
| 테레제 슈토리히 집안의 하녀                        | 대사       |                                          |

## 악기편성
플루트2, 오보에2, 클라리넷2, 바순2, 호른3, 트럼펫2, 트롬본2, 팀파니, 심벌즈2(서스펜디드, 일반), 트라이앵글, 큰북, 슬레이벨, 피아노, 하모니움, 하프, 현5부(10, 10, 8, 8, 4)

## 연주시간
• 1막: 1시간 17분, 2막: 57분
• 총 연주시간: 2시간 15분

## 배경
- 1900년경, 오스트리아의 그룬들과 빈

## 줄거리

### 제1막
- 1장: 그룬둘, 슈토리히 집의 드레스 룸

저명한 지휘자인 슈토르히가 잠시 빈에 갈 일이 있어서 여행을 떠나려고 한다. 아내 크리스티네는 남편의 여행 준비를 도와주고 있다. 별로 가정적인 여성이 아닌 크리스티네는 혼자서 일을 하기가 버거워 하녀인 안나를 부른다. 그런데 안나가 바로 오지 않자 그녀는 신경질을 낸다. 그런 아내를 보고 슈토르히는 "당신이 그런 성질이니 하녀들이 오래 붙어 있지 못하지"라고 주의를 준다. 아내는 그 말에 기분이 상한다.
그리고 방 밖에서 가방을 닫고 잇는 하녀에게 "열쇠를 잊지 말고 주인께 드려라. 지난번에 네게 열쇠를 잊어버리고 드리지 않아서, 주인이 8일간이나 가방을 열지 못했잖아"라고 말한다. 남편은 "안나는 틀림없어. 그때는 당신도 함께 있었으니까, 당신도 공범이야"라고 말한다. 이에 아내는 "당신 같은 잔소리꾼은 없어요. 다른 집 남자처럼 밖으로 일하러 나가지도 않고 하루 종일 집에만 있으니까요"라고 투덜댄다. 아내가 "집안일이 너무 많아 견딜 수 없어요"라고 말하자, 남편은 "하녀나 하인이 다 있는데, 사실 당신이 하는 일이란 게 있나"라고 되받는다. 이에 두 사람은 입씨름을 한다. 겸손함이란 없는 아내는 자기 집안 자랑을 하려고 한다. 이에 남편은 자신의 머리를 가리키며 "우리 집안의 훌륭함은 바로 여기지"라면서 아침 식사를 하러 식당으로 간다. 아내가 안나에게 "빠뜨린 물건은 없니?"라고, 여러 가지 주의를 준다. 그녀는 하녀에게 남편의 샌드위치, 계란, 과일, 약 등등 이루 말할 수 없이 많은 물건을 챙기라고 잔소리를 한다. 물론 입으로만.
남편이 아침 식사를 마치고 나온다. 여행 가방을 점검하고 닫으려는 남편에게, 아내는 두 달이나 집을 비울 때는 아내에게 진지하게 할 말쯤은 있을 게 아녜요"라고 말을 꺼낸다. 입만 열면 싸움이 되기 때문에 입을 닫고 있는 남편에게 그녀는 "뭐에요, 딴따라 주제에. 당신은 자기 기분을 모조리 4분의 4박자로 처리해 버리죠"라고 말한다.
그러자 남편은 "이것으로 두 달분의 부부 싸움은 다 끝난 거야? 그렇게 말은 해도 내가 여행 도중에 병으로 쓰러지거나 살해당하거나 기차 충돌 사고가 나거나 하면, 걱정은 해 주겠지"라고 말한다. 그런 말을 듣자 아내는 갑자기 걱정이 되어 이번에는 "기차는 앞쪽도 뒤쪽도 타서는 안돼요"라는 등 너무 자상하고 세밀하게 이른다. 기분이 풀린 남편이 "가는 곳마다 편지는 보내 주겠지"라고 말하자, 아내는 "나는 원래 편지를 잘 안 쓰는 사람이니 못 써요"라고 말한다. 남편은 다시 멋대로라고 화를 내며 나간다.
남편이 나가자 아내는 안나를 불러 사라고 일러둔 옷, 단추 등을 제대로 구입했는지 물어본다. 그리고 창가로 달려가 썰매를 타고 멀어져 가는 남편에게 손을 흔든다. 그리고 하녀는 아내의 머리를 빗겨 준다. 머리를 빗는 동안 아내는 하녀에게 신세 한탄인지 자랑인지 넋두리를 늘어놓는다. "지휘자의 아내란 업보야, 그는 항상 여기저기 여행을 다니지. 그이의 전기를 쓸 사람에게 나에 대해서는 쓰지 못하게 해야겠어." 어린 아들이 뛰어와 "징을 박은 구두를 신어도 되나요?"라고 묻는다. 그녀는 "눈이 오니 괜찮아"라고 대답한다. 하녀가 세무서에서 "납세고지서를 가지고 왔어요"라고 아뢴다. 그러자 아내는 "빈에서 카드놀이나 하고 있을 주인한테 줘"라고 말하며 납세고지서를 도로 준다. 그리고 문득 생각이 나서 친구의 부인에게 전화를 걸어 "남편은 그 잼을 아주 좋아한다니까"라고 말하며 부탁한 들장미 열매를 다시 재촉한다. 거기에 찬모가 오늘 무슨 요리를 할까요?"하고 물으러 온다. 아내는 화를 내며 "알아서 해요. 뭐든지 내게 물어서야 견딜 수 있나?"하고 투덜댄다.
하녀가 "어째서 주인님과 함께 가지 않으셨나요?"라고 묻자, 그녀는 "안주인이 두 달이나 집을 비울 수 있나"라면서 자신이 훌륭한 주부인 양 주부의 일과 책임을 장황하게 설명한다. 그녀는 "남편은 상냥하지만 여자를 멸시해. 그러니 내가 무슨 말을 해도 들어주는 척하고 있지만, 귀찮으니까 지는거지 이기는 것이라고 생각하고 있을 뿐이야. 그는 점잖고 상냥한 예술가인 척하고만 있으니 내가 그를 당해 낼 수 없어, 다소 거칠더라도 맺고 끊는 데가 있는 남자가 더 좋은데"라며 자신의 신세를 한탄한다. 이때 전화가 걸려 와서 받는다. 스케이트 타러 가자는 제안이다. 그녀는 기분이 좋아져서 서둘러 외출 준비를 시작한다.
- 2장: 눈썰매장

눈설매장에서 젊은 루머 남작이 지나가고 있는데, 언덕 위에서 크리스티네가 썰매를 타고 미끄러져 온다. 남작은 썰매를 미처 피하지 못하고 그녀와 부딪쳐서 함께 쓰러진다. 그녀는 남작에게 "썰매 슬로프에서 어정거리면 어떻게 해요?"라고 나무라고 남작은 "아가씨의 썰매가 생각보다 빨랐어요"라고 변명하면서 그녀에게 묻은 눈을 털고 부축해서 일으켜 준다. 남작은 사과하면서 "저는 루머 남작이라고 합니다"라고 신분을 밝힌다. 크리스티네는 "그렇다면 린츠의 연대장 루머 대령과는 혹시 친척인가요?"라고 묻는다. 남작은 "그분이 제 아버지입니다"라고 대답한다. 아는 분의 아들이라는 말에 크리스티네는 갑자기 그에게 과도하게 친절해진다. 심지어 집으로 놀러 오라고 초대한다.
- 3장: 그룬들 호반의 무도회장

무도회장에서 크리스티네는 루머 남작과 춤을 추면서 무도회를 즐기고 있다. 춤을 너무 많이 춘 크리스티네는 피곤해서 의자에 앉는다. 그녀는 그에게 "춤을 잘 추시는군요. 우리 남편은 춤만 추면 어지럽다며 잘 추려 하지 않아요. 그렇지만 나는 춤을 좋아해요"라고 말한다. 남작이 "저는 편두통이 있답니다. 그런데 부인의 춤은 훌륭합니다"라고 말하자 그녀는 다시 그의 손을 잡고 춤추러 나간다 음악이 무도회장 분위기를 뜨겁게 달군다.
- 4장: 변호사 집의 한 방

크리스티네는 남작을 위해 자신의 집 근처에 셋방을 찾고 있다. 그녀는 변호사 집의 셋방을 보러 왔다. 그녀는 이 집 여주인인 변호사 아내에게 남작을 위해서 여러 가지를 꼼꼼하게 요구하고, 창문, 침대, 가구, 아침 식사 등등을 확인한다. 그녀는 "특히 청소를 잘해 줘야 해요"라면서 훌륭한 주부의 자세를 보이는데, 특히 "남작은 편두통이 있어요"라면서 신경을 많이 쓴다. 그녀는 "계산은 매주 내가 지불하겠어요"라고 말하고는 돌아간다.
- 5장: 슈토르히 집의 거실

크리스티네는 책상 앞에 앉아서 남편에게 편지를 쓰고 있다. 최근에 만난 남작에 대해 자세하게 쓴다. 그리고 "남작은 젊은데도 편두통이 있어 공부를 시작하기 전에 몸을 고치기 위해 공기 좋은 이곳으로 온 거예요. 하지만 가족의 동의를 얻지 못했기 때문에 경제적으로는 넉넉하지 못한 것 같아요.그래서 제가 당신이 도와줄 것이라고 약속해 버렸어요. 당신의 버려진 외로운 아내로부터"라고 쓴 것을 읽는다.
찬모가 주방 장부를 가지고 와서 계산해 달라고 보고한다. 크리스티네는 계산을 잘 할 줄 몰라서 끙끙거리는데, 마침 남작이 찾아온다. 그녀는 계산을 잘하는 남작의 도음을 받아서 장부 정리를 끝낸다. 그녀는 "신문을 읽을 틈도 없었으니까, 함께 신문이나 읽어요"라며 신문을 읽기 시작한다. 그녀는 기사에 실려 있는 여러 가지 가십을 화제로 지껄이지만, 남작의 마음은 딴 데에 있어서 초조할 뿐이다.
결국 남작은 "실은 긴히 부탁드릴 말씀이 있는데, 제 장학금이...."라면서 은근히 경제적 원조를 바란다. 그러자 그녀는 "남편이 틀림없이 어떤 일이든 해 줄 거예요"라면서, 남편 자랑을 늘어놓는다. 이에 남작은 "부인의 남편과는 일면식도 없는데요"라면서 크리스티네에게 직접 원조를 얻으려 한다. 하지만 그녀는 "이미 남편에게 편지해 놓았어요"라고 말을 피하면서 남편 자랑만 계속한다. "나는 훌륭한 남편을 가지고 있어요. 그는 열심히 일하는 유명한 지휘자이지요. 하지만 그는 나와 놀아 주지 않아요. 그래서 나는 함께 산책하고, 세상 이야기를 나누고 함께 썰매를 타는 친구가 필요해요. 내일은 아터 호수에 가요. 10시에 데리리 와 주세요"라고 말하고는 남작을 돌려보낸다. 혼자가 된 부인은 다시 외로워져서 상념에 젖고, 관현악이 커다란 물결을 이룬다.
- 6장: 변호사 집, 남작이 세 든 방

남작은 혼자서 슈토르히 부인을 생각하고 있다. "대체 그 여자는 뭘 생각하고 있는 거야? 친구가 뭐야? 둘이서 마주 앉아서 신문 읽는 것이 취미라니, 난생 처음 듣는 말이야. 게다가 툭하면 나더러 공부하라고 간섭이야. 자기가 엄마야? 그렇지만 그녀는 미인이야. 그리고 꾀병인 편두통도 의심하지 않고, 적당히 멍청해. 만일 내가 그 여자에게 당산에게 반했다고 말한다면 어떻게 나올까? 대답 대신 또 그놈의 남편 칭찬이나 할까?"하고 독백한다.
그 때 젊은 아가씨가 들어온다. 남작은 놀라서 "이봐, 이러다가 변호사의 아내한테 들키면, 내 후원자인 부인에게 일러바칠 거야. 그러면 큰일이야. 나가서 기다리고 있어"라고 야단을 친다. 아가씨가 나가자 남작은 부인에게 돈을 빌려 달라는 편지를 쓰기 시작한다.
- 7장: 슈토르히 집의 식탁

식탁에서 슈토르히 부인은 남작에게서 온 편지를 읽고 있는데, 거기에는 부인에게 1천 마르크를 빌려 달라고 쓰여 있다. 그 편지에 부인은 기가 막혀서 "모처럼 친구가 생겼다고 생각했는데, 이건 아니잖아. 이것으로 끝이야"라고 혼잣말을 한다.
그때 남작이 직접 찾아온다. 그러자 부인은 "저는 당신에게 최선을 다하겠지만, 돈을 빌려 주는 것은 안 돼요"라고 단호하게 거절한다. 남작이 "이자까지 붙여 갚아 들릴 것입니다"라고 말하지만 부인은 요지부동이다.
그때 하녀가 한 통의 편지를 가져온다. 누군가가 남편에게 보낸 것이다. 이에 그녀는 "또 돈을 빌려 달라는 편지인가"하고 겉봉을 뜯는다. 편지를 읽은 부인은 소스라치게 놀라면서 소리를 지른다. 남작이 놀라 "무슨 일입니까?"라고 묻자, 정신을 차린 그녀는 소리 내어 편지를 들려준다. "나의 천사에게. 내일 오페라 표를 2장 보내 주세요. 그리고 오페라가 끝나면 우리가 만나던 바에서 기다리고 있겠어요. 당신의 미치 마이어."
크리스티네는 남작을 돌아가게 하고, 남편에게 편지를 쓴다. "당신은 미치 마이어라는 여자를 아시죠? 당신의 외도를 알게 되었어요. 그만 이혼해요"라고 쓰고 하녀를 불러서 가장 빠른 전보로 보내라고 이른다.
- 8장: 아이 방

크리스티네는 아들 프란츨의 침대에 앉아서 펑펑 운다. 그리고 어린 아들에게 "아빠는 잔인하고 나쁜 사람이야. 그는 나를 속였어. 그러니까 우리 함께 집을 나가자. 그리고 두 번 다시 아빠를 만자지 말아야 돼"라고 말한다. 하지만 아이는 "나는 집 나가기 싫어. 아빠를 떠나기도 싫어. 아빠는 좋은 사람이야. 나쁜 건 엄마야. 엄마는 항상 아빠를 못살게 굴고 욕을 하잖아"라고 말한다.그러다가 아이는 잠이 든다. 그러자 크리스티네는 "불쌍한 것, 너는 버림받은 아이인데"라며 슬퍼한다. 그녀는 무릎을 꿇고 기도를 올린다. 정말 비극인 양 울려 퍼지는 관현악 속에서 그녀는 "아, 비참한 아내여"라고 흐느낀다.

### 제2막
- 1장: 빈, 상공업 고문관 집의 거실

상공업 고문관 집에 있는 훌륭한 거실이다. 주인 외에도 법률 고문관, 악장 슈트로 그리고 궁정 가수 등 네 사람이 모여 카드놀이를 하고 있다. 그들은 지기인 슈토르히의 부인에 대해서 "못된 여자, 악처지....."라며 재미삼아 흉을 본다. 거기에 당사자 슈토르히가 "늦어서 미안하오"라며 들어온다. 그는 끼어서 같이 카드를 친다. 신사들이 카드를 치면서 대화를 계속하는데, 슈토르히 부인의 이야기가 나온다. 상공업 고문관이 슈토르히 부인의 욕을 하자, 슈토르히는 "아내는 그런 사람이 아니오"라며 열심히 그녀를 변호한다.
그때 하녀가 슈토르히에게 전보를 가져온다. 전보를 읽는 슈토르히가 아연해하자, 대신 악장이 일동에게 전보를 읽어 준다. 슈토르히는 "나는 미치 마이어라는 여자가 누군지도 몰라. 기가 찰 노릇이네"라고 말한다. 그는 "미안하오"라고 말하고는 돌아간다. 그가 나가자 일동은 이 흥미진진한 사건에 대해 크게 웃음을 터뜨린다. 다들 그 부부에 대한 다양한 평가를 한다. 악장은 "그가 미치를 안다는 게 믿을 수 없는데"라고 중얼거린다. 사람들은 '어떻게 되어 가는지 내일 전화나 걸어 보지요"라고 말하고는 다시 카드놀이를 계속한다. 음악이 다시 평온해진다.
- 2장: 변호사 사무실

크리스티네가 변호사를 찾아온다. 그녀는 "당장 이혼하려고 왔어요"라고 말한다. 변호사는 "역시 그 젊은 남작 때문입니까?"라고 말한다. 크리스티네는 놀라며 "아니, 그런 얘기는 어디서 들었어요?"라고 묻는다. 이에 변호사는 당황하여 "아, 죄송합니다. 실은 우리 아내에게 들었어요"라고 대답한다. 크리스티네는 화를 내면서 "천만에요! 우리 남편의 외도 때문이에요"라고 설명한다. 그 말에 변호사는 놀란다. 변호사는 "그렇다면 저는 이 일을 맡을 수 없습니다. 저는 당신의 남편을 음악가로서 존경하고 있습니다"라고 말한다. 이에 크리스티네는 화를 내면서 그에게 "전문가로서 그에 걸맞은 자세를 가져요"라고 나무란다. 그러자 변호사는 "증거가 있어야 합니다."라고 변명한다. 이에 크리스티네는 문제의 편지를 보여 준다. 편지를 읽은 변호사는 "이 여자가 누구인지 압니까? 이 편지를 당신 남편에게 쓴 것이라고, 어떻게 확신할 수 있습니까?"라며 남편을 옹호한다. 그러자 크리스티네는 "이 편지보다 더 명확한 증거가 어디 있어요? 나는 아들을 데리고 헤어질 거예요"라고 소리친다. 그러나 변호사는 "더 확증이 없으면 곤란합니다."라고 말하며 "다른 변호사를 찾아가 보세요. 어쨌거나 부인의 남편은 제가 존경하는 사람이니까요"라고 말한다. 그녀는 화가 나서 돌아간다. 
- 3장: 빈의 프라터 공원, 폭풍 치는 날

거대한 유원지인 프라터 공원에 폭풍우가 몰아치고 있다. 슈토르히는 지금 집으로 가서 아내에게 오해라고 설명을 해야 한다고 생각한다. 하지만 이런 말도 되지 않는 일 때문에 빈에서 계획되어 있던 연습을 다 취소하고 집으로 돌아갈 수는 없어서 몹시 화가 나 있다. 
그때 악장 슈트로가 그를 찾아온다, 슈트로는 "실은 미치는 제 여자친구인데, 지금 그녀한테서 확인하고 오는 길입니다. 선생의 부인이 받으신 그녀의 편지는 나에게 보낸 것이었습니다. 그녀가 내 주소를 몰랐고 내 성도 정확하게 기억하지 않고 있었기 때문에 내 주소를 전화번호부에서 찾았는데, 그만 이름이 비슷해서 착각하여 선생의 주소로 편지를 보내 버린 것입니다"라고 고백한다. 슈토르히는 "이 무슨 말도 안되는 경우요!"라며 화를 내고, "당장 오늘 밤 기차로 우리 집에 가서 아내에게 직접 증명해 주시오"라고 요구한다. 이에 슈트로는 "일이 많이 밀려 있으니, 오늘은 그만 합시다"라고 말하지만, 슈토르히는 "나는 3일동안 잠도 못 자고 미칠 지경이오. 변호사가 편지를 보내왔는데, 그녀는 이혼 소송을 하고 있어요. 지금 당장 가야 해요!"라고 윽박지른다. 하지만 그의 기분은 완전히 나아졌다.
- 4장: 슈토르히 집, 부인의 침실
- 5장: 슈토르히 집의 주방 식탁

## 교향적 간주곡
〈교향적 간주곡〉은 1933년에 슈트라우스가 인테르메초 中 관현악 부분을 발췌하여 교향곡 구성 형태로 편곡한 부속 관현악곡으로 교향적 간주곡이라는 제목이 붙었고 각 악장에도 부제가 붙었다.
각 악장의 부제는 이렇다.
제1곡 ‘여행의 열망과 무도’ (독일어: Reisefieber und Walzerszene)
제2곡 ‘화롯불 옆에 꿈’ (독일어: Träumerei am Kamin)
제3곡 ‘카드놀이 테이블에서’ (독일어: Am Spieltisch)
제4곡 ‘행복한 결말’ (독일어: Fröhlicher Beschluß)
총 연주시간 약 23분이다.

## 참고 문헌
- 불멸의 오페라 박종호 2015, 제3권 '리하르트 슈트라우스편 〈인테르메초〉'